# Kelvyn Colt
Kelvyn Benbella Ajala (* 23. Januar 1994 in Fulda, Hessen), bekannt unter dem Künstlernamen Kelvyn Colt, ist ein deutsch-nigerianischer Rapper, Musiker, Songwriter, Model und Entrepreneur.

## Leben
Colt wurde 1994 als Kelvyn Benbella Ajala im hessischen Fulda als Sohn von Daniela Ajala, einer Büroleiterin, und Pedro Ajala, einem Aufseher am Frankfurter Flughafen, geboren. Im Jahr 2000 zog die Familie nach Wiesbaden, eine Stadt, in der eine große US-Militärbasis stationiert ist. Colt begann dort 2013 ein Studium in Rechtswissenschaften, an der juristischen Fakultät der European Business School.
Nachdem ein Interview des lokalen ZDF ausgestrahlt wurde, in dem ein jugendlicher Colt über seine Ansichten zu einer Nachrichtenmeldung befragt wurde, entdeckte ihn eine Talentagentur aus Frankfurt und bot daraufhin an ihn zu vertreten. Dies führte zu seinem ersten Casting in der Rolle des Romeo, in der KIKA-Fernsehserie „Romeo feat. Juliette“ im Jahre 2014.
Ajala gab sein Studium an der juristischen Fakultät kurz darauf auf und zog nach Großbritannien, um Betriebswirtschaft zu studieren. Er schloss dort sein Studium mit einem Bachelor of Science mit Auszeichnung an der University of Buckingham ab. Colt konzentrierte sich danach auf seine Musikkarriere, die zuvor in der Garage seiner Eltern in Wiesbaden begonnen hatte.

## Musikalischer Werdegang

### 2015–2016: Erste eigene Veröffentlichungen
Colt veröffentlichte 2015 seine ersten Independent-Tracks „Narcotic“ & „Traded For You“, woraufhin die im selben Zeitraum gegründete YouTube Plattform Colors auf ihn aufmerksam wurde. In Zusammenarbeit mit Colors performte er auf dem Channel einen Freestyle zu Hucci & Stooki Sounds „Ball So Hard“, der in Deutschland, mit insgesamt mehr als 2 Millionen Aufrufen, als erstes Video zum viralen Hit wurde und damit gleichermaßen Colors und Colt erste größere Aufmerksamkeit brachte. Dies trug dazu bei, Colt als Künstler auf verschiedenen Musikplattformen zu etablieren, darunter auch Vice’s Noisey, die ihn als „unsere neue Hoffnung im Hiphop“ bezeichnete, und die deutsche Vogue, die Colt als „Zukunft des Hiphops“ beschrieb.

### 2016–2020: Zusammenarbeit mit Sony
Im Dezember 2016 unterzeichnete Colt seinen Vertrag mit Four Music in Deutschland, einer Tochtergesellschaft von Sony Music Deutschland. Nach ausverkauften Shows in London begann Colt, für Aufnahmesessions, Gigs und Drehs zwischen Berlin, London, Paris und Los Angeles zu reisen und tourte mit Hiphop Kollegen wie RIN (Rapper), Gashi (Rapper), Ocean Wisdom (Rapper) und Chase Atlantic (RnB und Produzenten Gruppe).
2017 veröffentlichte Colt sein erstes Projekt mit Sony, die Fünf-Track-EP „LH914“, die nach dem One-Way-Ticket benannt wurde, mit dem er wenige Jahre zuvor in London ankam. Colt performte daraufhin „Bury Me Alive“ in seiner zweiten Zusammenarbeit mit der Musikplattform Colors, was dazu führte, dass der Track in der ersten Wochen nach seiner Veröffentlichung mit mehreren Millionen Aufrufen erneut zu einem viralen Hit wurde. 2019 erschien sein Song „Bury Me Alive“ im Soundtrack der Netflix-Serie „Wu Assassins“ und erreichte damit anschließend die Spitze der amerikanischen Shazam-Trendcharts.
Colt veröffentlichte eine weitere erfolgreiche EP mit dem Titel „Mind of Colt, Pt. 1“ unter Sony Music Deutschland im Jahr 2018 und zwei Singles im Jahr 2019, Colts Europatournee im selben Jahr war ausverkauft. Er trat ebenfalls bei der jährlichen, etablierten Kunst und Medien Veranstaltung SXSW auf und wurde der erste deutsche Rap-Künstler, der durch China tourte.

### 2020 – jetzt: Independent Karriere mit TBHG Records
Anfang 2020 trennte Colt sich von Sony, nachdem er sich das Recht an seinem gesamten musikalischen Katalog sichern konnte, um daraufhin sein eigenes, Independent Plattenlabel zu gründen. Im September 2020 gab Colt seine Kollaboration mit Mercedes-Benz bekannt und wurde zum Gesicht des Projektes „EQC“. Im Zuge der Kooperation wurde die Single “BENZ | I Know” veröffentlicht, der bis heute Colts bekannteste Single ist. Das dazugehörige Video wurde im Rahmen der Zusammenarbeit auf dem Mercedes-Benz-YouTube-Kanal veröffentlicht.
Im Jahr 2021 veröffentlichte Colt mit “Love Before Death” in Zusammenarbeit mit space music records seine erste EP als Independent-Künstler in Eigenregie, sowie die gemeinsame Single “No One” mit wavvyboi, die im Rahmen einer Zusammenarbeit mit About You und Levi’s auf den Aufbruch von klassischen Geschlechterrollen in der Gesellschaft aufmerksam machte. Mit “Emotions” erschien im selben Jahr ein weiterer Song, mit dem Colt international auf sich aufmerksam machen konnte.
Nachdem 2022 mit “INTO THE LIGHT”, “Hot Girl Summer” und “Problem, Yeah I Know” drei alleinstehende Singles veröffentlicht wurden, startete mit der Veröffentlichung seiner neuen EP “GERMAN ANGST” ins Jahr 2023 und konnte unter anderem mit einem Protestmarsch für mentale Gesundheit in Berlin mediale Aufmerksamkeit erreichen. Zudem war Colt im Mai 2023 Gast im ZDFNeo-Format “Studio Schmitt”, wo er über seinen bisherigen Werdegang, kulturelle Unterschiede im internationalen Hip-Hop und seine Erfahrungen in der Musikindustrie sprach und gleichzeitig seine Single “RAGE” mit einer Live-Premiere im deutschen Fernsehen vorstellte. Im Juli 2023 war Kelvyn Colt ebenfalls im ARD Format „ttt – titel, thesen, temperamente“ zu Gast, wo er seine bisherige Karriere reflektierte und die gesellschaftlichen Einflüsse von „GERMAN ANGST“ besprach. Im gleichen Jahr startete Colt eine Zusammenarbeit mit dem US-amerikanischen Vertriebs- und Labelkonstrukt der Create Music Group, über das er in gemeinsamer Zusammenarbeit die Singles “RAGE” und “ENORMOUS” veröffentlichte.

## Künstlerisches Wirken und internationale Kollaborationen
Kelvyn Colt befasst sich in seinen Texten, bemerkenswert nah am Puls der Zeit, mit verschiedensten sozialen und gesellschaftskritischen Themen. Aber auch über psychische Gesundheit und Selbstfürsorge rappt Colt und wurde für die Progressivität seiner Texte mehrfach gelobt. Colt hat eine sehr engagierte Fangemeinde, die als „Triple Black Heart Gang“ oder „TBHG“ bezeichnet wird. Auch abseits von der eigenen Musik ist Colt künstlerisch in diversen weiteren Formen als multisensorieller Künstler aktiv. So konzipiert und inszeniert er beispielsweise seine eigenen Musikvideos, designt sein eigenes Merchandise, oder kreiert eigens hergestellte Düfte für die Veranstaltungsräume seiner eigenen Live-Shows. Auch für sein Modebewusstsein ist der Künstler bekannt und hat in der Vergangenheit mit Luxusmarken wie Louis Vuitton, Prada, Dior, Hublot und Cartier zusammengearbeitet.
Dank seiner transnationalen Herangehensweise an seine Musik hat Colt zudem bereits mit zahlreichen international bekannten Künstler wie u. a. Gunna, Gashi, Valee, D Smoke, RMR, Obie Trice, Ezhel, Nines und vielen weiteren zusammengearbeitet und damit internationale Aufmerksamkeit erlangt.

## Diskografie

### Alben und Mixtapes
- 2017: LH914
- 2018: Mind of Colt, Pt 1.
- 2021: Love Before Death[20]
- 2023: GERMAN ANGST

### Singles
- 2015: Narcotic
- 2016: Traded for You
- 2017: I Got This (feat. Merty Shango)
- 2017: Bury Me Alive
- 2017: Under My Skin
- 2017: Bad Man
- 2017: Moon
- 2018: Blessed
- 2018: Just Watch Me
- 2018: Legend
- 2018: Mama
- 2018: Waited on Me
- 2018: Love & Hate
- 2018: Weakend
- 2018: Aqua (feat. Elijah Hook)
- 2018: Alone
- 2019: Down Like Dah
- 2019: Mama (Live)
- 2019: WDWGFH
- 2019: Savage
- 2019: Bury Me Alive – A COLORS SHOW
- 2019: Mile Away
- 2020: DLMD
- 2020: Once Again
- 2020: 4 Am Mein Block
- 2020: Walk Alone
- 2020: Good Morning (Remix)
- 2020: Taking You Home
- 2020: Hope I Wonder
- 2020: Benz I Know
- 2020: BENZ I Know REMIX (feat. GASHI)
- 2020: LINK UP
- 2020: GIVE ME A SIGN
- 2021: Fire in the Booth, Pt. 1
- 2021: Rapunzel
- 2021: Matrix
- 2021: Say Cheese[20]
- 2021: No One (feat. wavvyboi)
- 2021: Emotions
- 2022: Désole (feat. Jok'air)
- 2022: INTO THE LIGHT
- 2022: Hot Girl Summer
- 2022: Problem, Yeah I Know
- 2023: EYE4EYE
- 2023: SHORTY!
- 2023: Memories (mit ToTheMoon)
- 2023: RAGE
- 2023: ENORMOUS

## Belege
1. ↑  linkedin. Abgerufen am 22. September 2021.
2. ↑  Der Spiegel: Rap und Hip-Hop: Schüler tanzen Romeo und Julia in Freiburg. Abgerufen am 22. September 2021.
3. ↑  London und Berlin haben ein Kind gezeugt: Kelvyn Colt, unsere neue Hoffnung im HipHop. Abgerufen am 22. September 2021.
4. ↑  Condé Nast: Kelvyn Colt ist die (deutsche) Zukunft des Hip Hop. 30. Januar 2019, abgerufen am 22. September 2021 (deutsch).
5. ↑  David Molke: Ljubav Open Air: Die Special Guests von RINs Festival stehen fest. 7. Mai 2019, abgerufen am 22. September 2021.
6. ↑  Kelvyn Colt: "Ich stehe für jeden, der zwischen zwei Kulturen aufgewachsen ist." In: BACKSPIN WEB #allesbackspin. 21. November 2017, abgerufen am 22. September 2021 (deutsch).
7. ↑  Clark Senger: Deutscher Rapper Kelvyn Colt rockt Shazam-Trends in den USA. 27. August 2019, abgerufen am 22. September 2021.
8. ↑  Kelvyn Colt. Abgerufen am 22. September 2021 (englisch).
9. ↑  Michael Rubach: Kelvyn Colt kauft sich aus Major-Deal raus. 6. März 2020, abgerufen am 22. September 2021.
10. ↑  Kelvyn Colt: I Left Sony Music with My Entire Catalog. Here’s Why. Abgerufen am 22. September 2021 (englisch).
11. ↑  Kelvyn Colt im Mercedes-Benz EQC: „Mein Job ist mein Leben.“ Abgerufen am 22. September 2021.
12. ↑  Kelvyn Colt mit Demo gegen "German Angst". 13. Januar 2023, abgerufen am 11. Juli 2023.
13. ↑  Studio Schmitt vom 4. Mai mit Kelvyn Colt. Abgerufen am 11. Juli 2023.
14. ↑  Kelvyn Colt startet durch - ttt – titel, thesen, temperamente - ARD | Das Erste. Abgerufen am 11. Juli 2023.
15. ↑  Anmeldung • Instagram. Abgerufen am 11. Juli 2023.
16. ↑  Kelvyn Colt: "Ich stehe für jeden, der zwischen zwei Kulturen aufgewachsen ist." In: BACKSPIN WEB #allesbackspin. 21. November 2017, abgerufen am 22. September 2021 (deutsch).
17. ↑  Florentin Schumacher: Deutscher Rapper Kelvyn Colt: An der Teenager- Erwachsenen-Grenze. In: FAZ.NET. 2. Dezember 2018, ISSN 0174-4909 (faz.net [abgerufen am 22. September 2021]).
18. ↑  Kelvyn Colt: „What you won’t do for love.“ In: Intersection Magazine. 12. Februar 2020, abgerufen am 22. September 2021 (deutsch).
19. ↑  Kelvyn Colt - SHORTY! OFFICIAL VIDEO (Prod. By Salux & Kelvyn Colt). Abgerufen am 11. Juli 2023 (deutsch).
20. 1 2  Kelvyn Colt – Singles und EPs. In: Apple Music. Abgerufen am 10. Juli 2021.

| Personendaten    | Personendaten                   |
| ---------------- | ------------------------------- |
| NAME             | Colt, Kelvyn                    |
| ALTERNATIVNAMEN  | Alaja, Kelvun (wirklicher Name) |
| KURZBESCHREIBUNG | deutschsprachiger Rapper        |
| GEBURTSDATUM     | 23. Januar 1994                 |
| GEBURTSORT       | Wiesbaden, Hessen, Deutschland  |